# La Baroche
La Baroche is een gemeente in het district Porrentruy dat behoort tot het Kanton Jura. La Baroche heeft 1.179 inwoners.

## Geschiedenis
La Baroche is een fusiegemeente ontstaan op 1 januari 2009 uit een fusie van de gemeenten Asuel, Charmoille, Fregiécourt, Miecourt en Pleujouse.

## Geografie
La Baroche het een oppervlakte van 31.07 km² en grenst aan de gemeenten Alle, Boecourt, Bourrignon, Clos du Doubs, Cornol, Levoncourt, Lucelle, Oberlarg, Pleigne en Vendlincourt.
De gemiddelde hoogte van La Baroche is 479 meter.

## Politiek
In de gemeenteraad van La Baroche is de Christendemocratische Volkspartij met 33.3% van de zetels, de Zwitserse Volkspartij met 24.9% van de zetels, de Sociaaldemocratische Partij van Zwitserland met 22.1, de Vrijzinnig Democratische Partij.De Liberalen met 14.2% en de Groene Partij van Zwitserland met 5.5% van de zetels.